# Ernst Reissner
Ernst Andreas Reißner (Reissner) (ros. Эрнст Рейсснер, ur. 12 września?/24 września 1824 w Rydze, zm. 4 września?/16 września 1878 w Schloss Ruhenthal) – niemiecki anatom.

## Życiorys
Syn kupca Martina Reissnera i jego żony Eleonore z domu Greim. Uczył się najpierw w szkole Asmussa, potem w gimnazjum. Studiował medycynę na Uniwersytecie w Dorpacie od 1845 do 1850 roku. W 1847 roku otrzymał złoty medal za rozprawę na temat Es soll mit Rücksicht auf die neue Arbeit von Steenstrup untersucht werden, ob die Thiere aus der Familie der Regenwürmer und Blutegel Zwitter sind oder nicht, und in welcher Weise bei ihnen die Paarung vor sich geht. W 1851 roku został doktorem medycyny. Od 1851 do 1853 był pomocnikiem prosektora w zakładzie anatomii u Reicherta, od 1853 do 1856 zastępca prosektora, w latach 1856/57 profesor nadzwyczajny anatomii. Po przejściu Reicherta na katedrę Uniwersytetu we Wrocławiu został jego następcą na katedrze anatomii jako profesor zwyczajny (1857 do 1875). Należał do Dorpater Naturforscher Gesellschaft. W 1875 roku zakończył karierę naukową ze względów zdrowotnych. Próbował ratować zdrowie na wsi, ale w trzy lata później w wieku 53 lat zmarł.
Był trzykrotnie żonaty: w 1854 roku ożenił się z Elise Dorotheą Cordelią Allenstein (zm. 1856), w 1858 roku z Idą von Samson-Himmelstiern, córką Guido Samsona von Himmelstjerny (zm. 1859) i w 1860 roku z baronową Sophie von Stackelberg.
Jego uczeń Ludwig Stieda opisywał go jako „doskonałego, trzeźwo i klarowanie myślącego uczonego”, który był jednak przy tym „cichy, małomówny i skryty”.

## Dorobek naukowy

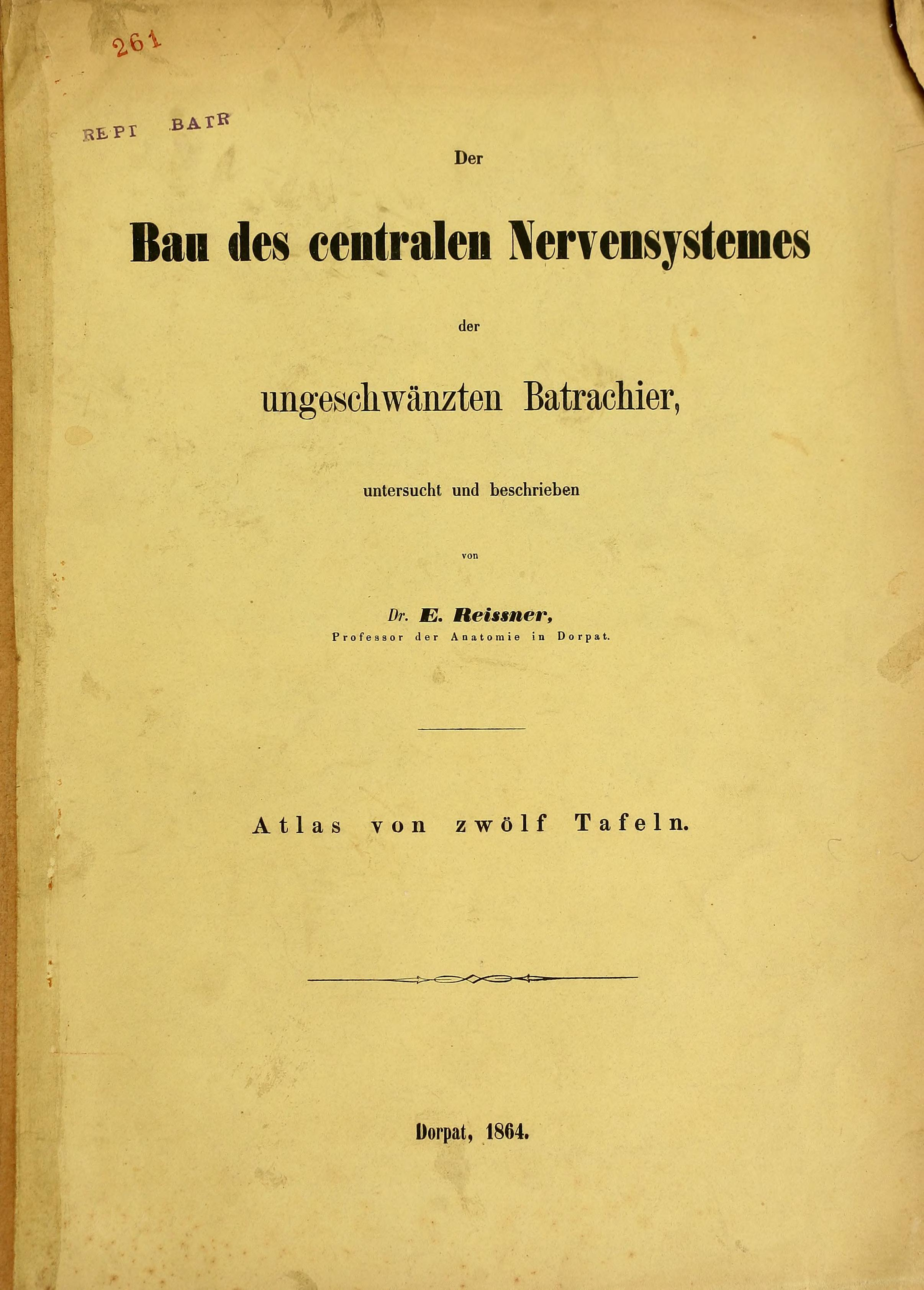
Okładka monografii Der Bau des centralen Nervensystemes der ungeschwänzten Batrachier (1864)

Reissner pamiętany jest przede wszystkim za prace z anatomii ucha i neuroanatomii. Badania nad uchem środkowym prowadził początkowo na kurzych zarodkach, potem na zarodkach ssaków. Upamiętniają go eponimiczne nazwy odkrytych przez niego struktur: błony Reissnera i włókna Reissnera.

## Lista prac
Monografie
- De auris internae formatione: dissertatio inauguralis. Dorpat : H. Laakmann, 1851
- Nonnulla de hominis mammaliumque pilis: commentatio quam consensu et auctoritate. Dorpat: Schünmann, Mattiesen 1853
- Beiträge zur Kenntniss der Haare des Menschen und der Säugethiere. Breslau: Trewendt u. Granier, 1854
- Der Bau des centralen Nervensystemes der ungeschwänzten Batrachier: mit einem Atlas von zwölf Tafeln. Dorpat: E. J. Karow, 1864 Atlas

Artykuły
- Zur Kenntniss der Schnecke und des Gehörorgans der Säugethiere und des Menschen. Archiv für Anatomie, Physiologie und wissenschaftliche Medicin 420–427 + Tafel XV (1854)
- Ueber die Schwimmblase und den Gehörapparat einiger Siluroiden. Archiv für Anatomie, Physiologie und wissenschaftliche Medicin 26, ss. 421–438 + 12 pl. (1859)
- Ueber die Schuppen von Polypterus und Lepidosteus. Archiv für Anatomie, Physiologie und wissenschaftliche Medicin ss. 245–268 (1859)
- Beiträge zur Kenntniss vom Bau des Rückenmarkes von Petromyzon fluviatilis L.. Archiv für Anatomie, Physiologie und wissenschaftliche Medicin 27, ss. 545–588 + Tafel XIV–XV (1860)
- Neurologische Studien. Archiv für Anatomie, Physiologie und wissenschaftliche Medicin ss. 615-624 (1861)
- Neurologische Studien. II. Ueber den Nervus oculomotorius des Menschen. III. Ueber den Nervus trochlearis des Menschen. IV. Ueber den Nervus abducens des Menschen. Archiv für Anatomie, Physiologie und wissenschaftliche Medicin ss. 721-734 + Tafel XVII (1861)
- Neurologische Studien. V. Ueber die Wurzeln der Rückenmarksnerven des Menschen. Archiv für Anatomie, Physiologie und wissenschaftliche Medicin 24, ss. 125–131 + Tafel IIIA (1862)